# Cephalosphaera jamaicensis
Cephalosphaera jamaicensis är en tvåvingeart som beskrevs av Johnson 1919. Cephalosphaera jamaicensis ingår i släktet Cephalosphaera och familjen ögonflugor.
Artens utbredningsområde är Jamaica. Inga underarter finns listade i Catalogue of Life.